# Liste der Bodendenkmäler in Strullendorf
Auf dieser Seite sind die Bodendenkmäler in der oberfränkischen Gemeinde Strullendorf zusammengestellt. Diese Tabelle ist eine Teilliste der Liste der Bodendenkmäler in Bayern. Grundlage ist die Bayerische Denkmalliste, die auf Basis des Bayerischen Denkmalschutzgesetzes vom 1. Oktober 1973 erstmals erstellt wurde und seither durch das Bayerische Landesamt für Denkmalpflege geführt wird. Die folgenden Angaben ersetzen nicht die rechtsverbindliche Auskunft der Denkmalschutzbehörde.

## Bodendenkmäler der Gemeinde Strullendorf

### Bodendenkmäler in der Gemarkung Amlingstadt
| Lage                   | Objekt | Akten-Nr.     | Bild |
| ---------------------- | --- | ------------- | ---- |
| Amlingstadt (Standort) | Siedlung der Hallstattzeit und der römischen Kaiserzeit. | D-4-6131-0181 |      |
| Amlingstadt (Standort) | Archäologische Befunde im Bereich der spätmittelalterlichen Katholischen Pfarrkirche St. Ägidius von Amlingstadt mit Vorgängerbauten seit dem frühen Mittelalter sowie ummauertem Kirchhof. Siehe auch: St. Ägidius (Amlingstadt) | D-4-6132-0001 |      |
| Amlingstadt (Standort) | Siedlung der frühen Latènezeit. | D-4-6132-0198 |      |

### Bodendenkmäler in der Gemarkung Bamberg
| Lage               | Objekt                                                            | Akten-Nr.     | Bild |
| ------------------ | ----------------------------------------------------------------- | ------------- | ---- |
| Bamberg (Standort) | Bestattungsplatz mit Grabhügeln vorgeschichtlicher Zeitstellung.  | D-4-6131-0104 |      |
| Bamberg (Standort) | Freilandstation des Mesolithikums und Siedlung der Hallstattzeit. | D-4-6131-0116 |      |

### Bodendenkmäler in der Gemarkung Geisberger Forst
| Lage                        | Objekt | Akten-Nr.     | Bild |
| --------------------------- | --- | ------------- | ---- |
| Geisberger Forst (Standort) | Bestattungsplatz mit Grabhügeln vorgeschichtlicher Zeitstellung mit Bestattungen der mittleren und späten Bronzezeit, der Hallstattzeit und der frühen Latènezeit. | D-4-6132-0012 |      |

### Bodendenkmäler in der Gemarkung Geisfeld
| Lage                | Objekt | Akten-Nr.     | Bild |
| ------------------- | --- | ------------- | ---- |
| Geisfeld (Standort) | Siedlung vorgeschichtlicher Zeitstellung sowie Wüstung des frühen Mittelalters. | D-4-6131-0043 |      |
| Geisfeld (Standort) | Siedlung des Neolithikums. | D-4-6132-0146 |      |
| Geisfeld (Standort) | Archäologische Befunde im Bereich der zeitgeschichtlichen Katholischen Pfarrkirche St. Magdalena von Geisfeld mit mittelalterlichem Kern und frühneuzeitlichen Bauteilen sowie ummauertem Kirchhof. Siehe auch: St. Magdalena (Geisfeld) | D-4-6132-0323 |      |
| Geisfeld (Standort) | Warte des Mittelalters und der frühen Neuzeit | D-4-6132-0332 |      |

### Bodendenkmäler in der Gemarkung Hauptsmoor
| Lage                  | Objekt | Akten-Nr.     | Bild |
| --------------------- | --- | ------------- | ---- |
| Hauptsmoor (Standort) | Freilandstation des Mesolithikums sowie Siedlung des Neolithikums, der jüngeren Latènezeit und der römischen Kaiserzeit. | D-4-6131-0069 |      |

### Bodendenkmäler in der Gemarkung Hirschaid
| Lage                 | Objekt                        | Akten-Nr.     | Bild |
| -------------------- | ----------------------------- | ------------- | ---- |
| Hirschaid (Standort) | Siedlung der Urnenfelderzeit. | D-4-6132-0197 |      |

### Bodendenkmäler in der Gemarkung Leesten
| Lage               | Objekt | Akten-Nr.     | Bild |
| ------------------ | --- | ------------- | ---- |
| Leesten (Standort) | Grabhügel vorgeschichtlicher Zeitstellung.                                                                         | D-4-6132-0076 |      |
| Leesten (Standort) | Wüstung des hohen und späten Mittelalters.                                                                         | D-4-6132-0284 |      |
| Leesten (Standort) | Metallzeitliche Siedlung.                                                                                          | D-4-6132-0329 |      |
| Leesten (Standort) | Siedlung der jüngeren Latènezeit, der römischen Kaiserzeit und Völkerwanderungszeit sowie des frühen Mittelalters. | D-4-6132-0333 |      |

### Bodendenkmäler in der Gemarkung Mistendorf
| Lage                  | Objekt | Akten-Nr.     | Bild |
| --------------------- | --- | ------------- | ---- |
| Mistendorf (Standort) | Freilandstation des Mesolithikums. | D-4-6132-0160 |      |
| Mistendorf (Standort) | Untertägige Teile der mittelalterlichen und frühneuzeitlichen Katholischen Pfarrkirche Mariä Himmelfahrt von Mistendorf mit Kirchhof. Siehe auch: Mariä Himmelfahrt (Mistendorf) | D-4-6132-0303 |      |

### Bodendenkmäler in der Gemarkung Roßdorf a.Forst
| Lage                       | Objekt | Akten-Nr.     | Bild |
| -------------------------- | --- | ------------- | ---- |
| Roßdorf a.Forst (Standort) | Bestattungsplatz mit teilweise verebneten Grabhügeln vorgeschichtlicher Zeitstellung mit Bestattungen der Hallstattzeit. | D-4-6131-0005 |      |
| Roßdorf a.Forst (Standort) | Siedlung der Latènezeit.                                                                                                 | D-4-6131-1054 |      |
| Roßdorf a.Forst (Standort) | Siedlung vorgeschichtlicher Zeitstellung.                                                                                | D-4-6132-0286 |      |

### Bodendenkmäler in der Gemarkung Strullendorf
| Lage                    | Objekt | Akten-Nr.     | Bild |
| ----------------------- | --- | ------------- | ---- |
| Strullendorf (Standort) | Siedlung der Urnenfelderzeit und der Hallstattzeit sowie Wüstung Haselhof des Mittelalters und der frühen Neuzeit.                                                    | D-4-6131-0046 |      |
| Strullendorf (Standort) | Freilandstation des Mesolithikums sowie Siedlung der Urnenfelderzeit.                                                                                                 | D-4-6131-0048 |      |
| Strullendorf (Standort) | Flachgräber der Urnenfelderzeit. | D-4-6131-0050 |      |
| Strullendorf (Standort) | Freilandstation des Mesolithikums und Siedlung der Bronzezeit. | D-4-6131-0054 |      |
| Strullendorf (Standort) | Freilandstation des Mesolithikums sowie Siedlung vermutlich des Neolithikums.                                                                                         | D-4-6131-0055 |      |
| Strullendorf (Standort) | Siedlung des Endneolithikums, der Latènezeit und der römischen Kaiserzeit sowie Flachgräber der Urnenfelderzeit.                                                      | D-4-6131-0056 |      |
| Strullendorf (Standort) | Siedlung des Endneolithikums, der Urnenfelderzeit, der Hallstattzeit, der Latènezeit und der römischen Kaiserzeit.                                                    | D-4-6131-0057 |      |
| Strullendorf (Standort) | Brandgräber der Urnenfelderzeit. | D-4-6131-0062 |      |
| Strullendorf (Standort) | Töpferwerkstätten des späten Mittelalters. | D-4-6131-0063 |      |
| Strullendorf (Standort) | Siedlung der jüngeren Latènezeit. | D-4-6131-0073 |      |
| Strullendorf (Standort) | Siedlung vorgeschichtlicher Zeitstellung. | D-4-6131-0151 |      |
| Strullendorf (Standort) | Siedlung des Neolithikums. | D-4-6131-0157 |      |
| Strullendorf (Standort) | Freilandstation des Spätpaläolithikums oder des Mesolithikums. | D-4-6131-0173 |      |
| Strullendorf (Standort) | Siedlung vorgeschichtlicher Zeitstellung, vermutlich der späten Bronzezeit oder der Urnenfelderzeit, durch Auelehm überdeckt.                                         | D-4-6131-0189 |      |
| Strullendorf (Standort) | Siedlung der Michelsberger Kultur, der Urnenfelderzeit und der Hallstattzeit.                                                                                         | D-4-6131-0241 |      |
| Strullendorf (Standort) | Siedlung des Neolithikums und der Urnenfelderzeit. | D-4-6131-1053 |      |
| Strullendorf (Standort) | Archäologische Befunde im Bereich der spätneuzeitlichen ehemalige Katholischen Pfarrkirche St. Laurentius von Strullendorf. Siehe auch: St. Laurentius (Strullendorf) | D-4-6131-1093 |      |
| Strullendorf (Standort) | Ehem. Friedhof der frühen Neuzeit. | D-4-6131-1096 |      |

### Bodendenkmäler in der Gemarkung Wernsdorf
| Lage                 | Objekt | Akten-Nr.     | Bild |
| -------------------- | --- | ------------- | ---- |
| Wernsdorf (Standort) | Archäologische Befunde der mittelalterlichen Vorgängerbebauung sowie untertägige Teile von Schloss Wernsdorf des 17. Jahrhunderts. Siehe auch: Schloss Wernsdorf | D-4-6132-0154 |      |
| Wernsdorf (Standort) | Siedlung der Latènezeit. | D-4-6132-0158 |      |
| Wernsdorf (Standort) | Siedlung der Latènezeit. | D-4-6132-0162 |      |
| Wernsdorf (Standort) | Siedlung der Latènezeit. | D-4-6132-0171 |      |

### Bodendenkmäler in der Gemarkung Zeegendorf
| Lage                  | Objekt                                                                         | Akten-Nr.     | Bild |
| --------------------- | ------------------------------------------------------------------------------ | ------------- | ---- |
| Zeegendorf (Standort) | Körpergräber vor- und frühgeschichtlicher oder mittelalterlicher Zeitstellung. | D-4-6132-0073 |      |
| Zeegendorf (Standort) | Körpergräber vor- und frühgeschichtlicher oder mittelalterlicher Zeitstellung. | D-4-6132-0074 |      |